# Promissão
Promissão is een gemeente in de Braziliaanse deelstaat São Paulo. De gemeente telt 37.570 inwoners (schatting 2009).

## Aangrenzende gemeenten
De gemeente grenst aan Alto Alegre, Avanhandava, Barbosa, Getulina, Guaiçara en Ubarana.